# Příšerka v Paříži
Příšerka v Paříži (v originále Un monstre à Paris) je francouzský animovaný celovečerní film, který režíroval Bibo Bergeron, který byl uveden ve Francii dne 12. října 2011. Jedná se o animovaný film zpracovaný počítačovou grafikou využívající rovněž techniku 3D.

## Děj
Děj se odehrává v Paříži během povodně na Seině v roce 1910. Émile, nesmělý filmový promítač, má vášeň pro natáčení filmů a je zamilovaný do své spolupracovnice Maud, které se ale neodvažuje vyznat ze svých citů. Émilův kamarád Raoul je závozník a vynálezce, který jezdí ve vlastním zbastleném vehiklu přezdívaném Catherine. Raoulovou kamarádkou z dětství je Lucille, kabaretní zpěvačka. Lucille je úspěšná a její teta dělá vše pro to, aby ji strčila do náruče policejního prefekta Victora Maynotta, bohatého a mocného muže, ale omezeného pýchou a ambicemi.
Jednoho večera jde Raoul v doprovodu Émila doručit do velkých skleníků Jardin des Plantes. V nepřítomnosti tamního profesora botaniky (odjel do New Yorku na konferenci) je zde jeho zástupce - učená opice jménem Charles. Raoul, potěšen touto příležitostí, se šťourá v profesorově laboratoři, spouští podivné incidenty: směs dává Charlesovi hlas operního pěvce, nestabilní hnojivo způsobí, že pod Émilovým fotoaparátem vyroste v mžiku obří slunečnice. Ale nechtěně Raoul způsobí výbuch. Nikdo není zraněn, ale Émile je přesvědčen, že zahlédl monstrózní stvoření. O několik dní později, když si v novinách přečtou vyděšená svědectví, oba přátelé s hrůzou pochopí, že stvoření skutečně existuje a že oni jsou zodpovědni za jeho zrození.
Prefekt Maynott pověří vyšetřováním inspektora Pâté, ale záměrně udržuje strach mezi obyvatelstvem, aby se prosadil jako prozíravý muž a vyhrál příští komunální volby. Přitom se marně snaží svést Lucille. Jednoho večera uvidí monstrum skryté v kabátu a klobouku, které ztratil vyděšený kolemjdoucí. Když Lucille spatří jeho skutečný vzhled, zpočátku pocítil hrůzu. Když ale uslyší monstrum zpívat (díky směsi vytvořené Charlesem) a uvědomí si nejen, že není nebezpečný, ale také že má mimořádný hlas. Ukryje netvora ve své šatně a pokřtí ho Francœur podle názvu ulice, kde ho našla. Francœur je obyčejná blecha, kterou nestabilní hnojivo v laboratoři zvětšilo do lidské velikosti. Monstrum se náhodně ocitne na pódiu během Lucilleina čísla, ale vyklube se z něj mimořádný zpěvák a hudebník a duo dosáhne ohromného úspěchu.
Bohužel o pár dní později inspektor Pâté vypátrá původ monstra. Émile a Raoul jsou zatčeni a předvedeni před prefekta, ale ten, jelikož mu monstrum poslouží v jeho kariéře, se rozhodne je odměnit a udělit jim Řád čestné legie. Lucille seznamuje Émila a Raoula s tajemstvím Francœurovy skutečné identity. Ale prefekt přichází prohledat kabaret a hledá monstrum, jednak pro slávu, a také proto, aby se pomstil Lucille za to, že si ho nevybrala. Francœur, Émile a Raoul jen těsně unikají. O několik dní později prefekt Maynott otvírá lanovku, která vede na kopec Montmartre a k bazilice Sacré-Coeur, kde bude Lucille zpívat při inauguraci. Tři přátelé v doprovodu opice Charlese se rozhodnou využít příležitosti zinscenovat smrt netvora tím, že ho unesou padacími dveřmi. Prefekt Maynott však podvod odhalí a chce zabít monstrum sám. Zběsilá honička začíná na Montmartru, poté v ulicích Paříže a na Seině během záplav. Vede protivníky pěšky, lanovkou, poté autem a vzducholodí na vrchol Eiffelovy věže. Mezitím tam dorazí i Maud, které Émile konečně našel odvahu poslat dopis o schůzce, přesvědčená, že Eiffelova věž na dopise je místem setkání, protože Émile zapomněl vybrat místo. Po mnoha zvratech je prefekt zatčen inspektorem Pâté. Émile a Maud si padnou do náruče. Ale během konfrontace se účinky profesorovy směsi postupně rozplynou a Francœur, který se vrací do své původní velikosti, zmizí. Všichni si myslí, že je mrtvý a zabil ho Maynott.
Večer v kabaretu je Lucille po zmizení Francœura neutěšitelná. Raoul ji přesvědčí, aby i tak zpívala. Když zpívá svou píseň, uslyší hlas, který jí hučí v uchu: je to Francœur, schovaný ve vlasech. O něco později se profesor z Jardin des Plantes vrací z cesty, a když mu tři přátelé vysvětlí situaci, znovu stvoří směs schopnou vrátit Francœura do lidské velikosti. Francœur může dál zpívat s Lucille. Krátce poté si Raoul a Lucille vyznají své city k sobě navzájem. Pâté se mezitím stane novým prefektem Paříže a svede Lucillinu tetu.

### Ocenění
- Nominace na cenu César v kategoriích nejlepší animovaný film a nejlepší filmová hudba

## Zajímavosti o filmu
- Písmo názvu filmu na plakátu napodobuje písmo navržené Hectorem Guimardem v roce 1900 pro nápisy vstupů do pařížského metra.
- Při ději setkání mladé zpěvačky a tajemné postavy, inscenovaných míst a použití křestních jmen Raoula a Carlotty se autor do značné míry inspiroval románem Gastona Lerouxe Fantom opery z roku 1910. Tato detektivní zápletka již byla předmětem mnoha adaptací, včetně vzniku hudební komedie v roce 1985 a poté v roce 1986 muzikálu Andrewa Lloyda Webbera.
- Ambice Maynotta, pařížského prefekta, který vede kampaň za zvolení starostou města, je anachronismus. Ve skutečnosti v té době funkce pařížského starosty neexistovala.
- Když si Lucille bere policejní kolo na honičku, mrkne okem jako poctu herci Bourvilovi.
- Když Maynot zastřelí Francoeura, vystřelí 7krát z šestiranného revolveru, než znovu nabije.
- Film se odehrává v roce 1910, kdy se došlo k záplavám na Seině. Lucille zároveň zpívá při slavnostním otevření lanovky na Montmartre. Ve skutečnosti byla tato lanovka otevřena již v červenci 1900.